# 17072 Атівірагам
17072 Атівірагам (17072 Athiviraham) — астероїд головного поясу, відкритий 7 квітня 1999 року.
Тіссеранів параметр щодо Юпітера — 3,603.